# Сілетітеніз
Сілетітеніз - (каз. Сілетітеңіз) - безстічне солоне озеро в Північноказахстанській області, в Казахстані.
Площа — 750 км². Середня глибина — 2 м, максимальна — 3,2 м. 
Східний та північний береги високі прямі, західний — порізаний; на заході та півдні низинні береги поступово переходять в солончакові болота.
Живлення, в основному, снігове.